# Summer's Stellar Gaze
Summer's Stellar Gaze är Silversteins första EP, från 2000.

## Låtlista
1. "Waiting Four Years" – 4:04
2. "Wish I Could Forget You" – 3:38
3. "Friends in Fallriver" – 3:03
4. "Summer's Stellar Gaze" – 2:48
5. "My Consolation" – 4:08
6. "Forever and a Day" – 4:29